# Phyllomya nobilis
Phyllomya nobilis är en tvåvingeart som beskrevs av Louis-Paul Mesnil 1957. Phyllomya nobilis ingår i släktet Phyllomya och familjen parasitflugor.
Artens utbredningsområde är Japan.